# Байрон (тауншип, округ Касс, Миннесота)
Байрон (англ. Byron) — тауншип в округе Касс, Миннесота, США. На 2000 год его население составило 118 человек.

## География
По данным Бюро переписи населения США площадь тауншипа составляет 93,0 км², из которых 92,5 км² занимает суша, а 0,5 км² — вода (0,50 %).

## Демография
По данным переписи населения 2000 года здесь находились 118 человек, 48 домохозяйств и 33 семьи. Плотность населения —  1,3 чел./км². На территории тауншипа расположено 59 построек со средней плотностью 0,6 построек на один квадратный километр. Расовый состав населения: 100,00 % белых.
Из 48 домохозяйств в 25,0 % воспитывались дети до 18 лет, в 64,6 % проживали супружеские пары, в 4,2 % проживали незамужние женщины и в 29,2 % домохозяйств проживали несемейные люди. 27,1 % домохозяйств состояли из одного человека, при том 10,4 % из — одиноких пожилых людей старше 65 лет. Средний размер домохозяйства — 2,46, а семьи — 3,03 человека.
22,0 % населения — младше 18 лет, 4,2 % — в возрасте от 18 до 24 лет, 20,3 % — от 25 до 44, 36,4 % — от 45 до 64, и 16,9 % — старше 65 лет. Средний возраст — 47 лет. На каждые 100 женщин приходилось 103,4 мужчин. На каждые 100 женщин старше 18 приходилось 104,4 мужчин.
Средний годовой доход домохозяйства составлял 29 500 долларов, а средний годовой доход семьи —  41 875 долларов. Средний доход мужчин —  32 500  долларов, в то время как у женщин — 15 625. Доход на душу населения составил 13 077 долларов. За чертой бедности находились 3,1 % семей и 6,5 % всего населения тауншипа, из которых 5,6 % младше 18 и 12,0 % старше 65 лет.